# Джоуи Триббиани
Джозеф Фрэнсис «Джо» Триббиани-младший (англ. Joseph Francis Tribbiani, Jr.) — вымышленный персонаж американских телевизионных сериалов «Друзья» и «Джоуи». Его роль в сериалах исполнил американский актёр Мэтт Леблан.
Полное имя героя — Джозеф, но друзья и родные зовут его Джоуи (англ. Joey). Родился 9 января 1968 года, в семье италоамериканцев. На 1/16 он является португальцем, правда не известно с какой именно стороны.
У него 7 сестер: Мэри-Тереза, Мэри-Энджела (с которой Чендлер флиртовал на дне рождения Джо), Дина, Джина, Тина, Вероника и Куки. Джоуи предположительно родился в Куинсе, Нью-Йорк. Будучи ребёнком, он был чрезвычайно склонен к травмам. У него также был воображаемый друг, Морис, который был «Космическим ковбоем».
В течение сериала «Друзья» он переезжал с квартиры на квартиру четыре раза. В первый раз, после того как получил роль доктора Дрейка Реморэ в телесериале «Дней нашей жизни», он переехал в шикарную квартиру, оставив Чендлера (к которому заселился неадекватный Эдди), но вскоре вернулся из-за потери роли. Другие 2 раза были, когда он и Чендлер переехали в квартиру Моники и Рейчел, выигранную на спор. Позднее они были вынуждены вернуться в свою собственную квартиру, променяв ту квартиру на поцелуй между Моникой и Рейчел.
Он через интернет получил сан священника и обвенчал сначала Монику и Чендлера, а потом и Фиби с Майком. У Джоуи есть мягкая игрушка — пингвин по имени Хагси, без которого он не может уснуть, и которым очень не любит делиться. Он также не любит делиться едой и плохо считает в уме (он использует калькулятор, чтобы сложить 500 и 500). В спорте Джоуи любит «Нью-Йорк Янкис» в бейсболе, «Нью-Йорк Никс» в баскетболе, «Нью-Йорк Джайентс» в американском футболе, и «Нью-Йорк Рейнджерс» в хоккее.
Первая фраза Джоуи в сериале была: «Да брось, ты встречаешься с парнем! Наверняка с ним что-то не так», сказанная Монике, когда та отказывается рассказать о парне, с которым собирается пойти на первое свидание. Его последняя реплика в сериале: «Да. Похоже на то», сказанная в ответ на слова Фиби:«Ну вот и всё».

## Личность
Точный возраст Джоуи неизвестен. В 1995 году он сказал, что ему 25 лет. На следующий год он говорит, что ему 28 лет. В 2001 году Чендлер сказал, что Джоуи 32. А в первом сезоне сериала «Джо» говорится, что главному герою 35.
В сериале Джоуи изображён как стереотипный актёр. Он беден, малообразован, наивен и находится в постоянном поиске работы. В то же время он очень обаятелен и имеет успех у женщин, чем постоянно пользуется. Джоуи очень любит поесть, особенно стейки и сэндвичи. По всей видимости, у Джоуи очень быстрый обмен веществ — ведь почти в каждой серии мы наблюдаем, как он поедает огромное количество пищи и это не мешает ему оставаться в хорошей физической форме. По словам Чендлера, Джоуи ест пять раз в день. Джоуи не брезгует испорченной, старой или валяющейся на полу едой. Более того, он может есть её прямо с пола. Самый сложный выбор для него между девушкой и едой. Когда его спросили, от чего бы он отказался — от секса или пищи, — он не смог принять решение и в итоге закричал «Я хочу девочек на хлебе!». Во время одной из поездок он, выпрыгнув вперёд, «спас» Росса от предполагаемого выстрела, хотя на самом деле пытался спасти свой сэндвич, а Росс просто сидел рядом. Он также любит делать заказ «по рецепту Джо» — две пиццы. Также он искренне ненавидит делиться едой.
Джоуи плохо разбирается практически во всех темах. Однако при этом он гениален во всём, что касается секса и романтики. Часто просто опираясь на свою коронную фразу «Как поживаешь?», он покоряет женские сердца. Но иногда он способен на хорошие идеи, когда того требует ситуация. Поэтому в серии «Эпизод, в котором Росс назначает свидание студентке» Чендлер называет Джоуи «Человеком дождя», когда тот предложил Россу сравнить почерк студентов на контрольной, чтобы выявить, кто именно написал ему анонимное романтическое признание. В другом случае, Джоуи придумал историю, которую назвал «Европейская история» или «Волшебная история». Любой, кто её слышит, сразу хочет заняться сексом с рассказчиком. Это было эффективно доказано в серии «Эпизод с видеозаписью», когда Рэйчел пытается этим рассказом соблазнить Росса. Джоуи умён и в других случаях, например, в «Эпизоде с зубами Росса», в то время как другие пять друзей сидят в «Центральной кофейне» и размышляют о том, почему начальство их не любит, Джоуи был тем кто сказал: «А может это потому что вы торчите в кафе, в 11:30, когда за окном среда?!».
Джоуи крайне невнимателен с женщинами. В «Эпизоде с вечеринкой Моники», Чендлер спрашивает Джо: «Ты ведь много занимался сексом, не так ли?», на что Джоуи отвечает: «Когда? Сегодня? Нет … не очень». Он спит со многими девушками-стажёрками и ассистентками на шоу, в которых работает (хотя он отказывался от совета своего агента заниматься сексом с женщинами-продюсерами ради получения роли, так как хотел, чтоб его брали исключительно за актёрское мастерство. Но в целом, когда ситуация становилась безвыходной, он часто прибегал к совету агента). Джоуи довольно рано стал сексуально активным — он расстегнул лифчик 16-летней девушке, когда ему было девять лет, спал со своей учительницей в седьмом классе, и имел дикий успех в весеннем студенческом лагере, когда ему было 13. Он очень привлекателен для всех женщин, но они никогда не могут увлечь его в серьёзные отношения. Коронная фраза: «How you doin'?»
Также становится известно, что он большой поклонник Стивена Кинга, и что он перечитывает его «Сияние» снова и снова, а также является поклонником экранизации одного из его романов, «Куджо». Он также стал поклонником классического романа, «Маленькие женщины» который Рэйчел попросила прочесть, чтобы доказать Джоуи, что эта книга лучше чем его любимое «Сияние». Джоуи полюбил этот роман и сильно горевал, когда узнал, что одна из главных героинь книги умирает.
Известны следующие роли Джоуи в «Друзьях»: в рекламе губной помады для мужчин, которая была показана только в Японии и была там очень популярной; рекламный ролик об устройстве, которое позволяет без проблем налить молоко из коробки; главная роль в фильме про время первой мировой войны «Там», и главная роль в очень коротком сериале под названием «Мак и Ч. И. И. З.», который был отменен после первых серий показа.
С точки зрения театральной работы, он появлялся в пьесе под названием «День подарков», в которой его герой «Виктор» улетает в космос, а также играл Зигмунда Фрейда в пьесе «Фрейд!». Моника и Чендлер также когда-то рассказывали, что видели Джоуи в версии «Макбета». Чендлер также заявлял, что видел Джоуи в ремейке «Пиноккио».
В одном из эпизодов Джоуи пробовался на главную роль в фильме, в котором должен был играть иммигранта католика. В фильме предстояло сыграть обнажённым в сексуальной сцене, но Джоуи не знал, что главный герой обязательно должен был быть без обрезания. Джоуи не подходил по этому критерию, но очень хотел получить роль. Он объяснил ситуацию Монике, и они отчаянно попытались искусственно создать недостающую часть, в конце концов приклеив ему в этом месте гусиный паштет. Всё, это казалось удачным, пока Джоуи не разделся на пробах, где его новая «крайняя плоть» упала, вынудив его сказать: «Честно признаюсь… раньше со мной такого не случалось».
В дополнение к быстрой отмене сериала «Мак и Ч. И. И. З.», Джоуи имел ряд других неудачных для своей карьеры проектов. В эпизоде сериала «Закон и Порядок» он должен был сыграть умирающего, но из-за постоянных ошибок в итоге был показан лишь как труп в закрытом мешке. Он также должен был сняться в фильме «Скорость выстрела», но тот был закрыт ещё до начала съёмок. Позже, в продолжении «Друзей», в сериале «Джоуи» он отказался от роли в новом комедийном сериале «Медбратья» выбрав другой начинающийся ситком. Его сериал провалился и быстро закрылся, а «Медбратья» стали хитом.
Однако, и в его карьере были успешные роли. Наиболее известная — исполнение доктора Дрейка Раморэ в популярном телесериале «Дни нашей жизни». Но однажды сценарист сериала, обидевшись на то, что Джоуи сказал в интервью, будто сам придумывает свои тексты, убил его персонажа, бросив его в шахту лифта. Впрочем, позже Джоуи вновь вернулся в сериал — его герой пролежав в коме, вышел из неё при помощи пересадки мозга. В «Джоуи» было показано, как этот его герой вновь умирает, когда медсестра нанесла ему удар скальпелем, в то время как он оперировал её мужа («Джоуи и Неправильное Имя»). За этот момент Джоуи получил премию «Лучшая Смертельная Сцена». В более поздних эпизодах «Джоуи», он получил главную роль в сериале прайм-тайма «Глубокая пороша». Когда Джоуи был уволен с той работы, он почти сразу получил роль в высокобюджетном боевике.
Джоуи кратко говорит друзьям, что Аль Пачино — его кумир. В «Друзьях» у Джоуи в спальне висит плакат фильма Аль Пачино «Лицо со шрамом». Тот же самый плакат потом замечен в его спальне в сериале «Джоуи». В одном из эпизодов «Друзей» Джоуи был нанят в качестве дублёра Аль Пачино и должен был сыграть его ягодицы во время принятия им душа — эту роль он потерял из-за… «переигрывания». Также много раз упоминается, что его любимый фильм — «Крепкий орешек». В 2-м сезоне становится известно, что Джоуи однажды снимался в порнофильме.

## Работа
В «Эпизоде с кроватью в виде гоночного автомобиля» Джоуи преподаёт на актёрских курсах по классу «мыльных опер». Джоуи некоторое время проработал официантом в «Центральной кофейне». Когда в его актёрской карьере случилось временное затишье и не было никаких предложений, он убедил Гантера дать ему работу в кофейне. Первое время Джоуи пытался скрывать новую работу от своих друзей, так как ему было стыдно, но они вскоре узнали об этом и поняли его. Он не любил работать, но, верный своей природе, вскоре нашёл способ использовать своё положение для знакомства с привлекательными женщинами, бесплатно предоставляя им пирожные и булки. Вскоре Гантер об этом узнал и запретил ему делать это. Джоуи не подходил к своей работе серьёзно и тратил много рабочего времени на разговоры с друзьями. Позже он был уволен за то, что закрыл кафе в середине дня, чтобы пойти на прослушивание, в то время как Гантер ушёл по своим делам («красить волосы»), оставив Джоуи за главного. Рэйчел смогла убедить Гантера вернуть Джоуи его работу. Однако вскоре Джоуи нашёл более выгодное место и просто перестал выходить на работу в кофейне. Его отсутствие никто там не заметил. В итоге Джоуи вспоминает, что забыл сказать Гантеру о том, что уволился, а тот ответил, что придётся в конце концов уволить его.
В другой раз, когда у Джоуи было мало денег, он решил стать донором спермы для эксперимента, который проводился в больнице, и за который он получил 700 долларов. Когда Моника, переживая разрыв с Ричардом Бёрком, решила, что хочет родить ребёнка, то стала искать доноров спермы. Она поняла по анкете одного из анонимных доноров, что это был Джо. Джоуи сильно обиделся, когда узнал, что его сперма не была очень популярна.
Другими краткосрочными работами Джоуи были: продавец рождественских ёлок, одевание в костюм Санта Клауса и в рождественского эльфа, работа гидом в Музее естественной истории, куда его пригласил Росс, работа в универмаге, где он предлагал посетителям образцы духов, а также работа в костюме римского воина во Дворце Цезарей в Лас-Вегасе.
Он также работал официантом под именем «Дракон», в ресторане «У Алессандро», где Моника была шеф-поваром. Моника наняла его только для того, чтобы он спровоцировал с ней конфликт и она могла бы его со скандалом уволить, запугав тем самым остальной персонал, который её не уважал и издевался над ней. Получив в первый же день много чаевых, Джоуи отказался от сделки и не стал конфликтовать. Но на следующий день, увидев, как подчинённые продолжают издеваться над Моникой, он всё-таки решился, спровоцировал конфликт и был благополучно уволен, что помогло Монике взять ситуацию в свои руки.
Также в одном из эпизодов, Джоуи был принят Чендлером на работу в качестве обработчика входящей информации. Он рассматривал эту работу как роль в кино, создал целую предысторию, где он был «Обработчик данных Джозеф», у которого была жена и две дочки. Чендлера начал раздражать «Джозеф», когда тот со временем стал разоблачать и подставлять Чендлера, поддакивая при этом руководству и сотрудникам. Джоуи в конечном счёте вынужден был уйти после того, как Чендлер признался, что спал с вымышленной женой Джозефа.
Перед свадьбой Моники и Чендлера, когда они пожаловались ему, что не могут найти кого-то достойного, кто поженит их, Джоуи выпросил эту роль, заказав при этом себе сан священника через интернет. Это позволило ему обвенчать своих друзей. Он, по-видимому, сохранил это право вплоть до десятого сезона, когда он обвенчал Фиби и Майка. При этом он утверждал, что священникам разрешено ездить в метро бесплатно (при этом уточняя, что необходимо внимательно изучить Библию, и убедиться, что в ней это указано).

## Взаимоотношения
В шестой серии третьего сезона «Друзей» показано, что Джоуи познакомился с остальными героями, придя по объявлению Чендлера, который искал соседа для съёма квартиры. С тех пор Чендлер и Джоуи стали лучшими друзьями и через многое прошли вместе: они умудрились потерять ребёнка Росса, завести Цыплёнка и Утку, построили огромный шкаф, закрывший вход в обе комнаты их квартиры, поменяли обеденный стол на настольный футбол, сутками смотрели телевизор и тоннами ели пиццу… Джоуи и Чендлер жили вместе вплоть до того момента, когда Чендлер и Моника съехались (кроме того, Джоуи однажды переселялся в отдельную квартиру, но быстро вернулся). Но даже когда Чендлер и Моника решили переехать в отдельный дом, они пообещали, что в нём обязательно будет комната для Джо.
Когда Чендлер переселился к Монике, а квартира Фиби сгорела, соседкой Джоуи стала Рэйчел. Совместное проживание очень сблизило их и, в конечном итоге, Джоуи влюбился в неё. В начале 10 сезона она ответила на его чувства. Однако, через некоторое время они осознали, что являются просто очень хорошими друзьями.
У Джоуи очень хорошие отношения и с другими друзьями: он отлично относится к Россу, постоянно совершает набеги на холодильник Моники и очень близок с Фиби.
Когда Фиби была беременна, он решил не есть мясо, пока она его ест, так как из-за беременности она не могла придерживаться вегетарианства, чтоб количество убитых ради мяса коров осталось неизменным.
Джоуи написал рекомендательное письмо, чтобы Чендлеру и Монике помочь с усыновлением.

## После «Друзей»
После окончания сериала «Друзья» на экраны вышел спин-офф «Джоуи», главным героем которого стал Джоуи Триббиани. По сюжету он отправляется в Лос-Анджелес (где живут его сестра и племянник) для того, чтобы осуществить свою мечту о настоящей актёрской карьере.

## Критика и восприятие
Во время интервью британской газете The Guardian Мэтт Леблан, сравнивая собственные роли в сериалах «Друзья», «Джоуи», и «Эпизоды», заметил: «Поскольку в „Эпизодах“ я стал несколько более замкнутым и сдержанным в своих поступках, зрители полагают, что характер моего персонажа существенно изменился».
Несмотря на популярность своего персонажа, Мэтт в интервью британской газете The Daily Mirror признался, что не любит, «когда люди называют его Джоуи».
Фраза Джоуи— How are you doing? — также получила достаточно большую популярность среди зрителей сериала.

## Съемки
- Сериал «Дни нашей жизни» существует на самом деле, его съёмки проходят в Калифорнии. В нём играл отец актрисы Дженнифер Энистон.
- В российской версии персонажа Джоуи озвучивает Никита Семёнов-Прозоровский (перевод РТР/СТС и Paramount Comedy). Он же озвучивал Джо Барбаро из компьютерной игры Mafia II. Интересно то, что в оригинальной версии Mafia II Джо Барбаро озвучивает Роберт Костанцо который играл отца у Джоуи.